# Чонсткув (Конінський повіт)
Чонсткув (пол. Cząstków) — село в Польщі, у гміні Казімеж-Біскупи Конінського повіту Великопольського воєводства.
Населення — 174 особи (2011).
У 1975-1998 роках село належало до Конінського воєводства.

## Демографія
Демографічна структура станом на 31 березня 2011 року:
|          | Загалом | Допрацездатний вік | Працездатний вік | Постпрацездатний вік |
| -------- | ------- | ------------------ | ---------------- | -------------------- |
| Чоловіки | 84      | 21                 | 56               | 7                    |
| Жінки    | 90      | 30                 | 41               | 19                   |
| Разом    | 174     | 51                 | 97               | 26                   |